# ممثلية الأوروغواي في رام الله
ممثلية الأوروغواي لدى دولة فلسطين هي الممثلية الدبلوماسية العُليا للأوروغواي لدى دولة فلسطين. يقع مقرها في مدينة البيرة.

## الممثلون
| الترتيب | رئيس البعثة الدبلوماسية | صفة التمثيل                     | تاريخ الاعتماد الدبلوماسي | تاريخ الانتهاء | رئيس الأوروغواي         | رئيس دولة فلسطين | ملاحظات |
| ------- | ----------------------- | ------------------------------- | ------------------------- | -------------- | ----------------------- | ---------------- | --- |
|         | الفريدو كازيس           | سفير ومفوض فوق العادة، غير مقيم | 10 أكتوبر 2012            | 2014           | خوزيه موخيكا            | محمود عباس       | |
|         | نيلسون جميل شعبان       | سفير ومفوض فوق العادة، غير مقيم | 10 أبريل 2014             | 2014           | خوزيه موخيكا            | محمود عباس       | |
|         | انريكي ريبيرو           | سفير ومفوض فوق العادة، مقيم     | 2 ديسمبر 2014             | مارس 2018      | خوزيه موخيكا            | محمود عباس       | أعاد تسليم نسخة من أوراق اعتماده إلى الرئيسعباس في 3 فبراير 2015. مُنح في 6 مارس 2018 نجمة القدس من وسام القدس.                   |
|         | جورج كاسينلي سكاربا     | سفير ومفوض فوق العادة، مقيم     | 28 مايو 2018              | 7 سبتمبر 2023  | تاباري فازكيز           | محمود عباس       | أعاد تسليمها إلى الرئيس محمود عباس في 15 ديسمبر 2018. سُلم نجمة الصداقة من وسام الرئيس محمود عباس في 3 أكتوبر 2023 لانتهاء مهامه. |
|         | فرناندو أرويو           | سفير ومفوض فوق العادة، مقيم     | 21 مارس 2024              | لا يزال        | لويس البرتو لا كاليي بو | محمود عباس       | أعاد تسليمها إلى الرئيس محمود عباس في 8 مايو 2024.                                                                               |